# Сервачиньский, Станислав
Стани́слав Сервачи́ньский (пол. Stanisław Serwaczyński; 1781, Люблин, Речь Посполитая, ныне Польша — 30 ноября 1859, Лемберг, Австрия, ныне Львов, Украина) — польский скрипач, композитор и педагог.

## Биография
В 1815 году становится концертмейстером оркестра Польской оперы в Лемберге (во Львове), чьим руководителем тогда был Кароль Липиньский. Гастролировал по Европе. Занимался педагогической деятельностью. Среди его учеников Генрик Венявский, Йозеф Иоахим, Ян Хорнзель и другие. Писал скрипичную музыку.
В 1820 году вступил в люблинскую масонскую ложу «Восстановленная свобода».